# Invasione!
Invasione! è stato un crossover fumettistico di 3 numeri (più altri collegati) pubblicato nel 1988-1989 dalla DC Comics. Fu orchestrato da Keith Giffen e collegò numerose trame dalle serie DC create da lui, come Omega Men, Justice League e la Legione dei Super-Eroi.
La serie fu scritta da Keith Giffen (soggetto) e Bill Mantlo (sceneggiatura); fu il primo lavoro di Mantlo alla DC dopo una lunga carriera alla Marvel Comics (su serie come L'incredibile Hulk, Spectacular Spider-Man, Cloak e Dagger e Alpha Flight). I disegni furono opera di Todd McFarlane, Bart Sears (che dopo l'evento divenne il disegnatore di Justice League International) e dello stesso Giffen; le chine furono di P. Craig Russell, Al Gordon, Joe Rubinstein, Todd McFarlane, Tom Christopher, Dick Giordano e Pablo Marcos.

## Trama
I Dominatori, razza fredda e calcolatrice, costituirono un'Alleanza aliena per invadere la Terra ed eliminare la minaccia rappresentata dagli imprevedibili "metaumani"; in realtà, i Dominatori volevano sfruttare questa guerra per poter costituire una propria armata di metaumani, ma quest'obiettivo venne tenuto segreto al resto dell'Alleanza e alle loro stesse caste minori. Dopo aver eliminato nella galassia numerosi potenziali ostacoli al loro piano - assassinando numerosi ex-membri dell'ormai sciolto Corpo delle Lanterne Verdi e attaccando gli Omega Men - l'Alleanza lanciò un massiccio attacco alla Terra, devastando l'Australia e stabilendola come base per la conquista del resto del pianeta. L'Alleanza offrì alla razza umana salvezza in caso di consegna dei metaumani, ma l'assemblea generale dell'ONU rifiutò a maggioranza l'offerta, e Superman guidò un contrattacco contro la principale base aliena.
Il contrattacco fu temporaneamente interrotto dagli osservatori Daxamiti, che erano diventati forti quanto Superman e lo sconfissero temporaneamente, ma risentirono delle differenze atmosferiche della Terra con il loro pianeta e si trovano sul punto di morire. Dopo che Superman li salvò portandoli nello spazio, decisero di abbandonare l'Alleanza e di allearsi con la Terra; una forza di migliaia di Daxamiti raggiunse quindi il sistema solare e acquisì superpoteri grazie alla luce della stella gialla. Questo, combinato alle sconfitte-chiave in numerosi teatri di battaglia e a un'incontrollabile rivolta sul gulag dell'Alleanza, portò a un veloce collasso dell'Alleanza e a rese individuali di ognuno dei suoi membri.
In coda a questo, tuttavia, accadde un evento determinante: un giovane Dominatore, aspirando a un suo riconoscimento tra la sua gente, riuscì a isolare il gene umano che rende una persona in grado di sopravvivere nonostante episodi mortali e sviluppare poteri superumani. Di sua iniziativa sviluppò e utilizzò la "bomba genetica", un ordigno che fece esplodere sulla Terra con immensa energia e che colpì ogni metaumano causando una perdita di controllo dei loro poteri, in un processo che avrebbe portato alla fine al coma e alla morte. Poiché l'obiettivo principale dell'invasione era di sfruttare questi esseri e non di eliminarli, il Dominatore responsabile della bomba venne imprigionato dal suo governo e condannato a morte, ma prima dell'esecuzione un gruppo di eroi immuni, guidato da Martian Manhunter, riuscì a carpire dalla sua mente le informazioni necessarie per invertire gli effetti della bomba e guarire così i metaumani colpiti.

## L'Alleanza aliena
La coaliziona aliena era formata dalle seguenti razze:
- Dominatori: promotori dell'invasione alla Terra, leader de facto dell'Alleanza.
- Khund: una razza brutale di guerrieri umanoidi.
- Thanagariani: popolazione di Thanagar e compagni di Hawkman (Katar Hol) a quel tempo vivevano sotto uno stato militare fascista.
- Gil'Dishpan: una razza acquatica di conquistatori che vivono in conchiglie volanti cibernetiche, armate e dotate di armatura.
- Durlaniani: una razza di mutaforma.
- Signori della guerra di Okaara: una razza di signori della guerra dal sistema solare di Vega, maestri nella fabbricazione delle armi.
- Citadelliani: una razza-clone che costituisce l'esercito dell'impero del sistema di Vega noto come Citadel.
- Daxamiti: umanoidi miti e osservatori che acquisiscono poteri simil-kryptoniani sotto una stella gialla; sono vulnerabili al piombo.
- Psion: un'altra specie del sistema di Vega, una razza di sadici scienziati rettili, il risultato di antichi esperimenti di ingegneria genetica da parte di esseri che un giorno sarebbero diventati i Guardiani dell'universo.

Mettere insieme quest'alleanza fu una grande vittoria diplomatica per i Dominatori, considerando le animosità che vi erano tra molte di queste razze (in particolare le tre razze del sistema di Vega). Quando il patto fu sancito, i Dominatori prepararono la strategia per l'invasione, con il supporto di ciascun mondo alleato; i Khund agirono come truppe d'assalto per la prima ondata di attacchi che colpirono l'Australia; poi ogni mondo si concentrò su una particolare zona della Terra da invadere e sottomettere.
- I signori della guerra di Okaara lanciarono un grande attacco sulla Russia europea. Combatterono contro Firestorm e le forze sovietiche metaumane guidate dalla brigata Rocket Red.
- I Durlaniani si infiltrarono a Cuba, rapendo e rimpiazzando Fidel Castro e i membri del governo e dell'esercito cubano. Furono smascherati da Flash e Manhunter.
- I Gil'Dishpan stabilirono una grande base di operazioni sottomarina nei pressi dell'Oceano artico, scontrandosi con la Doom Patrol, i Sea Devils e le forze militari di Atlantide.
- I Khund dilagarono in numerose isole dell'Oceania, combattendo il corpo dei Marine americani e un gruppo di eroi che comprendeva Power Girl, Firehawk e il quinto Starman.
- Gli Psion condussero esperimenti segreti su soggetti umani a Gotham City.
- L'Alleanza lanciò anche un raid sull'isola natale di Wonder Woman, Themyscira.

In più, ad alcuni membri dell'Alleanza vennero affidati compiti specifici di responsabilità e giocarono una piccola parte nelle operazioni militari.
- I Citadelliani dovevano amministrare il vasto gulag dell'Alleanza, in cui erano rinchiusi potenziali nemici e soggetti per gli esperimenti.
- Gli Psion erano incaricati invece di condurre ricerche biologiche sugli umani.
- I Daxamiti erano un gruppo di osservatori, che si occupava soprattutto di assistenza medica e scientifica per l'Alleanza.

## Impatto
Invasione! è stato il mega-crossover della DC Comics per il 1988 (anche se durò fino al 1989). Ha influito su altri 30 titoli DC e ha anche presentato personaggi tenuti al margine fino a quel momento nel DC Universe, come Adam Strange, i Thanagariani, l'ex-spalla della Justice League of America Snapper Carr e il suo gruppo (i Blaster).
Stranamente per quel tempo, i tre numeri furono pubblicati come volumi rilegati, ognuno lungo come due numeri normali (un ritorno all'atmosfera degli "80-page giants" della Silver Age).

### L'idea della storia
Giffen inizialmente aveva partorito Invasione! dopo aver letto Uragano rosso di Tom Clancy (che ipotizzava la vittoria americana nella terza guerra mondiale), e, volendo utilizzare il vecchio cliché degli "alieni cattivi che vogliono conquistare la Terra", propose l'idea alla DC Comics come storia in più parti per la Justice League. I vertici della DC Comics, in cerca di uno spunto per il crossover di quell'anno, proposero a Giffen di renderla una storia che comprendesse tutto l'universo DC, e lo scrittore accettò.

### Effetti
L'invasione della Terra e la "bomba genetica" hanno avuto alcuni effetti di lunga durata sull'universo DC.
- Il più grande impatto di Invasione! è stato l'introduzione del "metagene" come spiegazione di come alcune persone possano diventare supereroi nell'Universo DC.
- La rilanciata Doom Patrol, una combinazione di membri nuovi e vecchi (anni sessanta e anni settanta), perse 2 membri e si sciolse; questo fu fatto per permettere al nuovo scrittore Grant Morrison di far ripartire la serie da zero, cosa che fece a un livello sorprendente cominciando con la storyline Crawling From the Wreckage su Doom Patrol (vol. 2) n. 19.
- Grant Morrison usò la storia di Invasione! anche per un paio di storie di Animal Man, tra cui The Death of the Red Mask.
- Gli eventi del gulag introdussero il personaggio di Vril Dox e furono il trampolino di lancio per il lancio della serie regolare dell'organizzazione di polizia della L.E.G.I.O.N., che cominciò non appena finì Invasione!.
- La "bomba genetica" fu anche responsabile di aver dato poteri di controllo mentale a Maxwell Lord.
- Il padre di Wally West, Rudolph West, (un agente Manhunter) morì in un'esplosione a Cuba difendendo il territorio durante Invasione! n. 2.

## Pubblicazione italiana
In Italia i 3 numeri sono stati pubblicati dalla Play Press su Play Book nn. 28-30 (gennaio-marzo 1993), mentre alcune storie collegate sono state pubblicate su American Heroes nn. 15-16 (gennaio-febbraio 1993).
Su American Heroes n. 15 è apparso l'articolo "Invasione!" di Alessandro Bottero, che costituisce una delle fonti di questa pagina.

## Parodia
La storia di Invasione! fu parodiata in un numero degli X-Men. Tra i vari elementi, la "Bomba genetica" (Gene bomb) diventò la "Bomba Jean" (Jean Bomb, modellata sull'aspetto di Jean Grey), che aveva il potere di "distruggere le relazioni".